# Plamen Jankov
Plamen Jankov (bulharsky Пламен Янков) (* 1. října 1954) je bývalý bulharský rohovník/boxer.

## Sportovní kariéra
Připravoval se v Sofii v klubu Slavia. V bulharské seniorské reprezentaci se pohyboval v letech 1974 až 1980 ve velterové váze do 67 kg. V roce 1976 startoval na olympijských hrách v Montréalu a vypadl ve druhém kole s Kubáncem Emilio Correou. V roce 1980 vypadl ve čtvrtfinále s Kubáncem Andrésem Aldamou na olympijských hrách v Moskvě. Po skončení sportovní kariéry se věnoval trenérské práci.

## Výsledky
| Turnaj             | 1974           | 1975           | 1976           | 1977           | 1978           | 1979           | 1980           |                |                |
| Turnaj             | 20             | 21             | 22             | 23             | 24             | 25             | 26             |                |                |
| Turnaj             | velterová váha | velterová váha | velterová váha | velterová váha | velterová váha | velterová váha | velterová váha | velterová váha | velterová váha |
| ------------------ | -------------- | -------------- | -------------- | -------------- | -------------- | -------------- | -------------- | -------------- | -------------- |
| Olympijské hry     |                |                | úč.            |                |                |                | úč.            |                |                |
| Mistrovství světa  | 3.             |                |                |                | úč.            |                |                |                |                |
| Mistrovství Evropy |                | úč.            |                | 3.             |                | úč.            |                |                |                |